# 넬슨 기념비 (더블린)

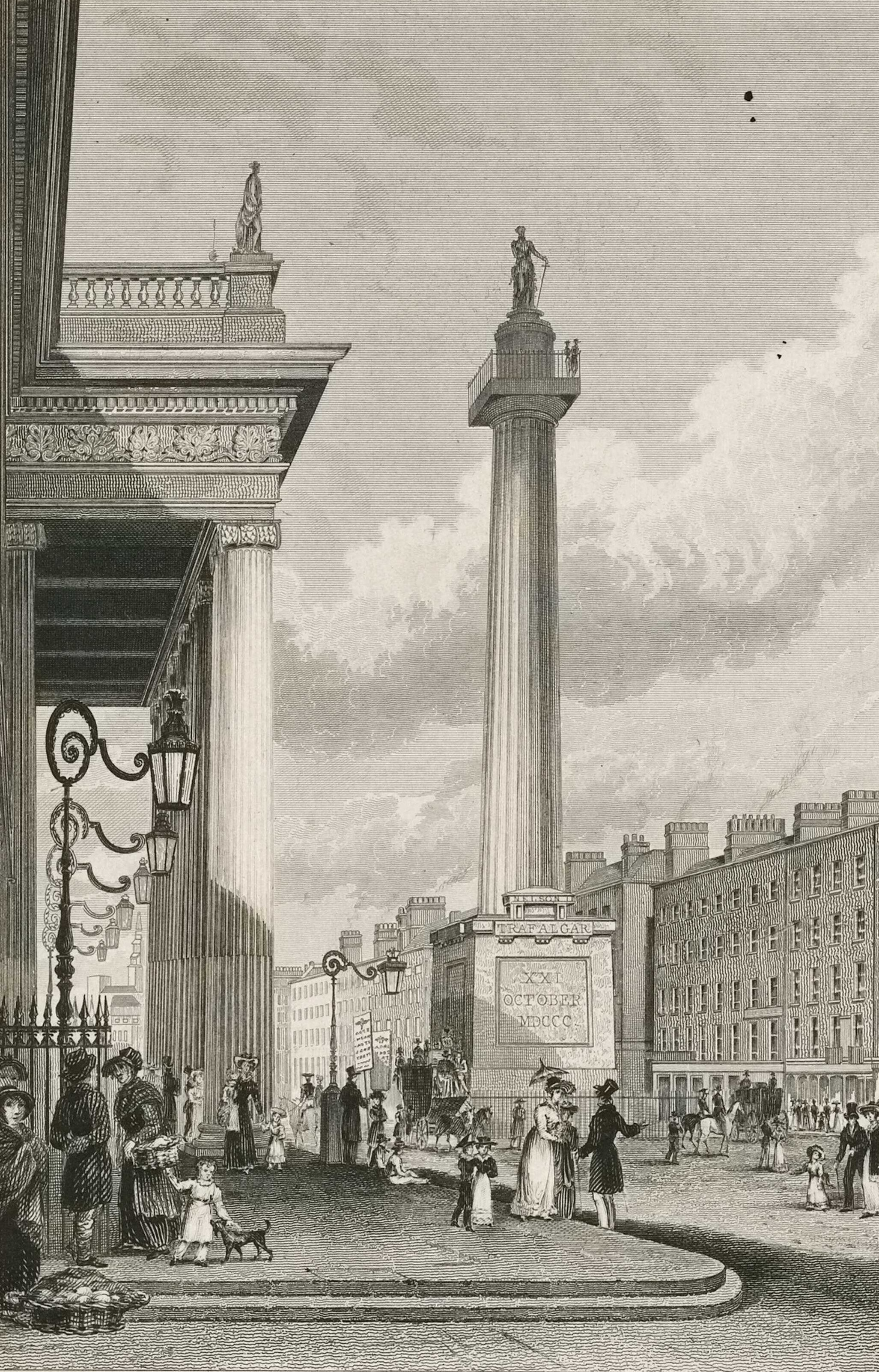

넬슨 기념비(영어: Nelson Pillar, 아일랜드어: Colún Nelson)는 아일랜드 더블린 오코넬 거리에 있던 허레이쇼 넬슨을 기념하기 위한 비이다. 1808년경에 만들어졌으며, 1966년 폭파되어 더블린 첨탑을 만들었다.